# Катлабуг
Катлабуг (укр. Катлабуг; до 2024 года — Суворово) — посёлок в Измаильском районе Одесской области Украины, административный центр Суворовской поселковой общины.

## Географическое положение
Расположен на берегу озера Катлабух.

## История
Основано село в 1815 году на месте кочевья ногайских татар Шикерлик (Сахарный берег) переселенцами из Болгарии.
По условиям Парижского мира 1856 г. Шикирли-Китай вошло в состав Молдавского княжества.
После окончания русско-турецкой войны (1877—1878 г.г.) Южная Бессарабия возвращается России.
В период первой русской революции 11 июня 1906 г. крестьяне села Шикирли-Китай написали коллективное письмо в Государственную думу, в котором выдвигали политические и экономические требования.
В ноябре 1917 года под руководством крестьянина К. В. Драганова в селе был создан Совет крестьянских депутатов.
В январе 1918 г. с. Шикирли-Китай, как и вся Бессарабия, было захвачено королевской Румынией.
В 1918 году в селе создан подпольный революционный комитет.
28 июня 1940 г. Красная Армия освободила Придунайский край. Был избран сельский совет.
В январе 1941 г. село стало районным центром.
Указом Президиума Верховного Совета Украинской ССР от 22 февраля 1941 года центр Измаильского района Измаильской области перенесен из города Измаила в село — Шикирликитай, Измаильский район переименован в
Суворовский район и село Шикирликитай — в село Суворово.
В ходе Великой Отечественной войны в 1941—1944 годы село находилось под немецко-румынской оккупацией.
В конце 2022 года в по результатам электронного опроса жителей общины, название населенного пункта было изменено на Бессарабское. Причиной переименования стало вторжение России в Украину в феврале 2022 года. 
Однако в сентябре 2024 года постановлением Верховной Рады Украины поселок официально переименован в Катлабуг по названию местного озера и реки.

## Население
В январе 1989 года численность населения составляла 5902 человек.
В мае 1995 года Кабинет министров Украины утвердил решение о приватизации находившегося здесь откормочного хозяйства.
По переписи населения 2001 года численность населения составляла 4835 человек, распределение населения по родному языку Суворовскому поселковому совету было следующим (в % от общей численности населения): украинский — 7,92 %;русский — 15,45 %; белорусский — 0,27 %; болгарский — 71,04 %; гагаузский — 0,46 %; молдавский — 3,58 %; немецкий — 0,02 %; цыганский — 0,97 %; венгерский — 0,02 %.
На 1 января 2013 года численность населения составляла 4663 человек.

## Физкультура и спорт
Спортивные коллективы посёлка регулярно участвуют в районных и областных соревнованиях. Так, в 2020 году «Суворовец» занял 1-е место в чемпионате Измаильского района по футболу.